# Серёдка (Лодейнопольский район)
Серёдка — деревня в Алёховщинском сельском поселении Лодейнопольского района Ленинградской области.

## История
В конце XIX — начале XX века деревня административно относилась к Куневичской волости 2-го стана 2-го земского участка Тихвинского уезда Новгородской губернии.

СЕРЕДКА — деревня Боровского сельского общества, число дворов — 6, число домов — 15, число жителей: 28 м. п., 29 ж. п.; 

Занятие жителей — земледелие. Река Капша. Смежна с погостом Капша. (1910 год) 

Согласно карте Ленинградской области Северо-западного аэрогеодезического треста ГГУ издания 1932 года деревня также насчитывала 6 крестьянских дворов.
По данным 1933 года деревня Серёдка входила в состав Курикинского сельсовета Оятского района.

Деревня Серёдка на карте РККА 1940 года

На карте РККА 1940 года деревня обозначена как безымянный населённый пункт к востоку от деревни Печурино.
По данным 1966 и 1973 годов деревня Серёдка входила в состав Пирозерского сельсовета.
По данным 1990 года деревня Серёдка входила в состав Тервенического сельсовет.
В 1997 году в деревне Серёдка Тервенической волости проживали 4 человека, в 2002 году — постоянного населения не было.
В 2007 году в деревне Серёдка Алёховщинского СП проживал 1 человек, в 2010 и 2014 году постоянного населения не было.

## География
Деревня расположена в юго-западной части района на автодороге 41К-648 (подъезд к дер. Середка), к юго-востоку от автодороги 41А-009 (Лодейное Поле — Чудово).
Расстояние до административного центра поселения — 36 км.
Расстояние до ближайшей железнодорожной станции Лодейное Поле — 85 км.
Деревня находится близ левого берега реки Капша.

## Демография
| 1910 | 1997 | 2007 | 2010 | 2014 | 2015 | 2016 |
| ---- | ---- | ---- | ---- | ---- | ---- | ---- |
| 57   | ↘4   | ↘1   | ↘0   | →0   | →0   | →0   |
| 2017 |      |      |      |      |      |      |
| →0   |      |      |      |      |      |      |

### Национальный состав
Согласно данным Всероссийской переписи населения 2021 года в деревне проживал 1 человек, русский.

## Инфраструктура
На 1 января 2014 года в деревне было зарегистрировано: хозяйств — 1, частных жилых домов — 7
На 1 января 2015 года в деревне не было зарегистрировано постоянного населения.